# Trimma caudipunctatum
Trimma caudipunctatum es una especie de peces de la familia de los Gobiidae en el orden de los Perciformes.

## Morfología
- Los machos pueden llegar a alcanzar los 2,1 cm de longitud total y las  hembras 1.73.
- Número de  vértebras: 26.[1]

## Hábitat
Es un pez de Clima subtropical que vive hasta los 40-70 m de profundidad.

## Distribución geográfica
Se encuentra en el Japón y la República de Palau.

## Observaciones
Es inofensivo para los humanos.